# Лунка-Жаріштей
Лунка-Жаріштей (рум. Lunca Jariștei) — село у повіті Бузеу в Румунії. Адміністративний центр комуни Сіріу.
Село розташоване на відстані 116 км на північ від Бухареста, 57 км на північний захід від Бузеу, 138 км на захід від Галаца, 54 км на схід від Брашова.

## Населення
За даними перепису населення 2002 року у селі проживали 1116 осіб, усі — румуни. Усі жителі села рідною мовою назвали румунську.